# Joliet (Illinois)
Joliet è una città degli Stati Uniti d'America, capoluogo della Contea di Will, nello Stato dell'Illinois. È situata 60 km a sud-ovest di Chicago e risulta quindi appartenere alla grande area urbana della stessa metropoli.
È la città con il più alto tasso di crescita demografica di tutto l'Illinois: 106 221 abitanti censiti nel 2001, 142 702 quelli stimati nel 2006.
Il nome è un tributo all'esploratore canadese Louis Jolliet che esplorò quest'area nel 1673.

## Storia
Nel 1833, in seguito alla guerra di Falco Nero, Charles Reed costruì una capanna lungo il lato ovest del fiume Des Plaines. Dall'altra parte del fiume, nel 1834, James B. Campbell, tesoriere dei commissari del canale, creò invece il villaggio noto con il nome di "Juliet", nome che i coloni locali avevano usato prima del suo arrivo. L'origine del nome era molto probabilmente deriva dal nome dell'esploratore franco-canadese Louis Jolliet, che nel 1673, insieme a Padre Jacques Marquette, si accampò in una zona a pochi chilometri a sud dell'attuale Joliet.
Nel 1845 i residenti locali decisero di cambiare il nome della loro comunità da "Juliet" a "Joliet", che divenne città nel corso del 1852.